# José Antonio Durán
José Antonio Durán (Requejo de Sanabria, Zamora, España; 15 de mayo de 1941 - Madrid, 29 de agosto de 2020) fue un historiador y escritor español.

## Biografía
Durán se crio en Pontevedra, donde residían sus padres. En 1972 escribió El primer Castelao. Desde entonces se dedicó a la investigación y la escritura. Fue conferenciante, comisario de exposiciones itinerantes, escritor y editor con amplia obra y uno de los analistas clásicos de los movimientos sociales contemporáneos.
En 1978 ganó el Premio Fernández Latorre de periodismo. Sus trabajos aparecieron con normalidad en diarios, revistas y editoriales de España. También ganó el Emblema de Oro de los Amigos de Pontevedra. Fue experto en figuras como Santiago Casares Quiroga, Manuel Portela Valladares, Castelao, Tafall, Manuel Murguía, Cesáreo González, Manuel Antonio o Alfredo Vicenti.
En 1986 creó el primer tren cultural del Ministerio de Cultura de España. La Televisión de Galicia y el Canal Internacional de Televisión Española han difundido en distintas ocasiones los más de cincuenta títulos de Historias con Data, una serie de documentales que recuperan a figuras claves de la historia de España y hechos históricos de gran importancia.